# Slate Springs (Mississippi)
Slate Springs est un village américain situé dans le comté de Calhoun, dans le Mississippi. Selon le recensement de 2020, sa population est de 105 habitants.